# Suphachalasai Stadium
Das Suphachalasai-Stadion (auch: Nationalstadion, Thai: สนามศุภชลาศัย กรีฑาสถานแห่งชาติ, RTGS: Sanam Suphachalasai krithasathan haeng chat; wörtl.: „Nationales Stadion Suphachalasai-Feld“; englisch National Stadium oder Suphachalasai Stadium) ist ein multifunktionales Stadion in der thailändischen Hauptstadt Bangkok. Das an der Rama I Road im Bezirk Pathum Wan liegende Stadion wird sowohl für Leichtathletikveranstaltungen als auch für Fußballspiele genutzt. Seit 2009 findet hier jährlich das Finale des thailändischen Fußballpokalwettbewerbes und des Ligapokal statt.

## Name
Das Stadion ist nach Kapitän zur See Luang Suphachalasai (Bung Suphachalasai; 1895–1965) benannt. Der Marineoffizier war ein Mitglied der „Volkspartei“ (khana ratsadon), die 1932 den Staatsstreich trug, der die absolute Monarchie im damaligen Siam beendete. Er war einer der Führer des Putsches 1933, der den Konstitutionalismus gegen die Royalisten verteidigen sollte, aber auch die Herrschaft des militärischen Flügels der Volkspartei sicherte.

## Geschichte
Eröffnet wurde das 19.793 Zuschauer fassende Stadion im Jahr 1935, als erstes in Thailand, in dem Fußballspiele ausgetragen wurden. Derzeit wird es fast ausschließlich für Fußballspiele genutzt, insbesondere für die Heimspiele des FC Chonburi in den Kontinentalwettbewerben der AFC. Bei der U-19-Fußball-Weltmeisterschaft der Frauen 2004 diente das Suphachalasai-Stadion als einer der Hauptaustragungsorte, in dem unter anderem zwei Halbfinals und zwei Viertelfinals stattfanden. Bei der Fußball-Asienmeisterschaft 2007 wurde im Stadion ein Gruppenspiel der Gruppe A (Oman – Irak) ausgetragen.
1966, 1970 und 1978 diente es als Hauptstadion für die Asienspiele. In den Jahren 1959, 1967, 1975, 1985 wurden die Südostasienspiele im Stadion ausgetragen. Das Stadion war bis zur Fertigstellung des Rajamangala-Stadions im Jahre 1998 das Nationalstadion des Landes. Direkt neben dem Stadion liegt die Haltestelle „National Stadium“ des Bangkok Skytrain.
Direkt neben dem Stadion befindet sich das kleinere Thephasadin Stadium in dem BEC-Tero Sasana seine Heimspiele der Thai League austrägt.

## Galerie

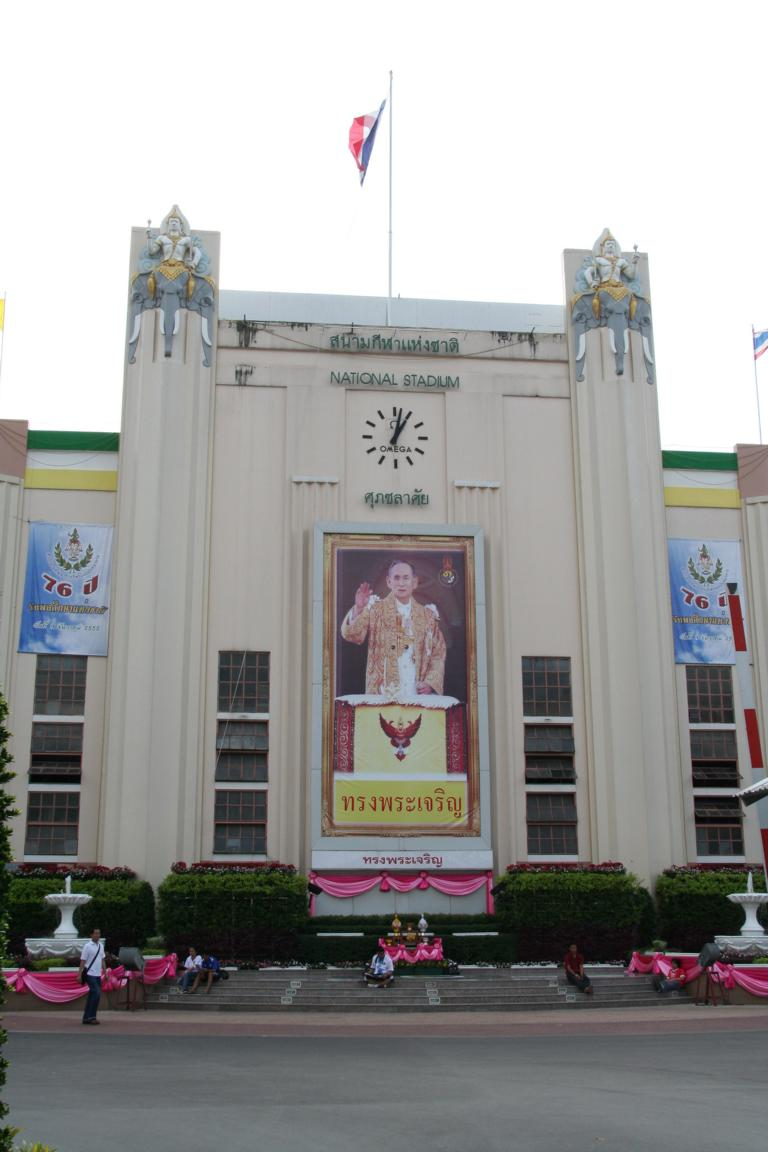
Haupteingang des Stadions
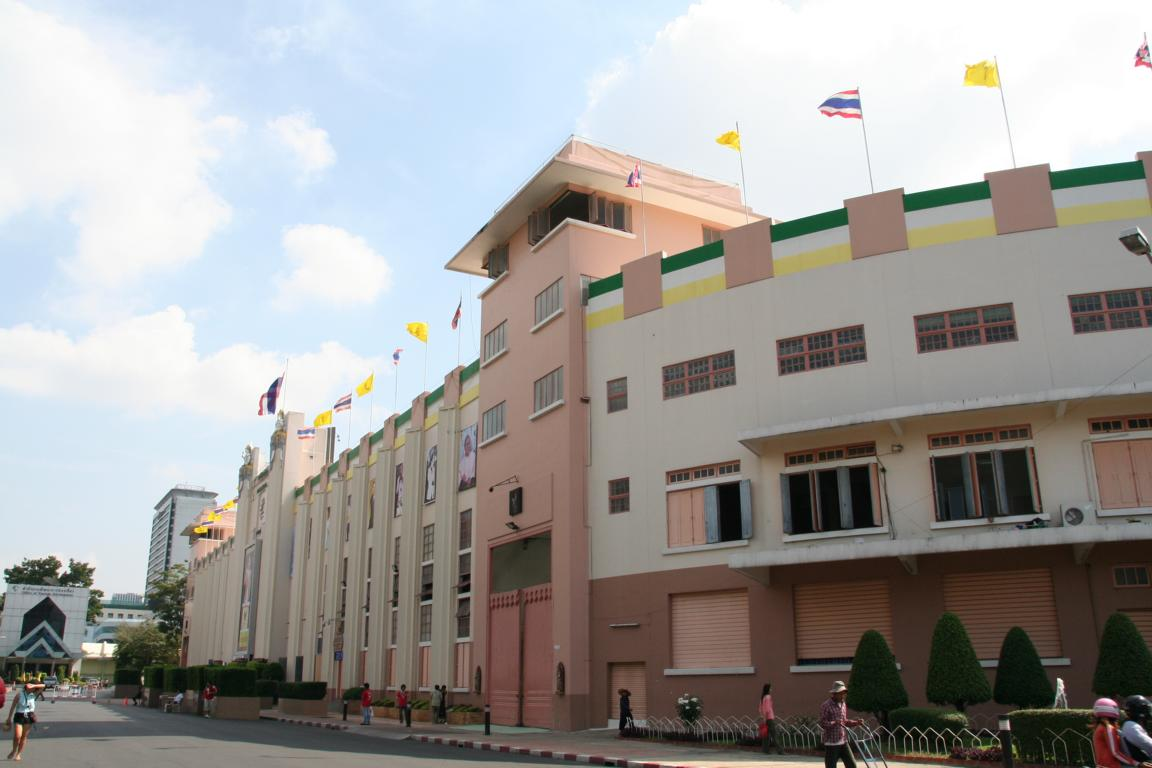
Fassade des Stadions
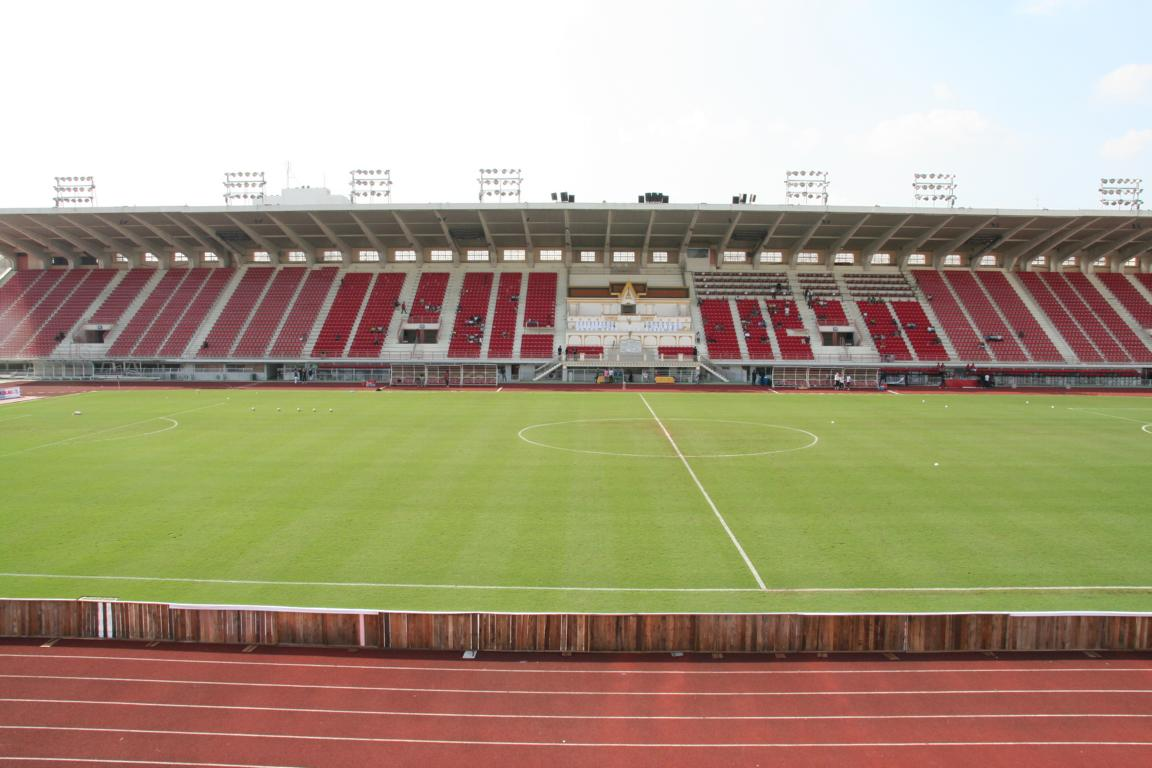
Tribüne des Stadions
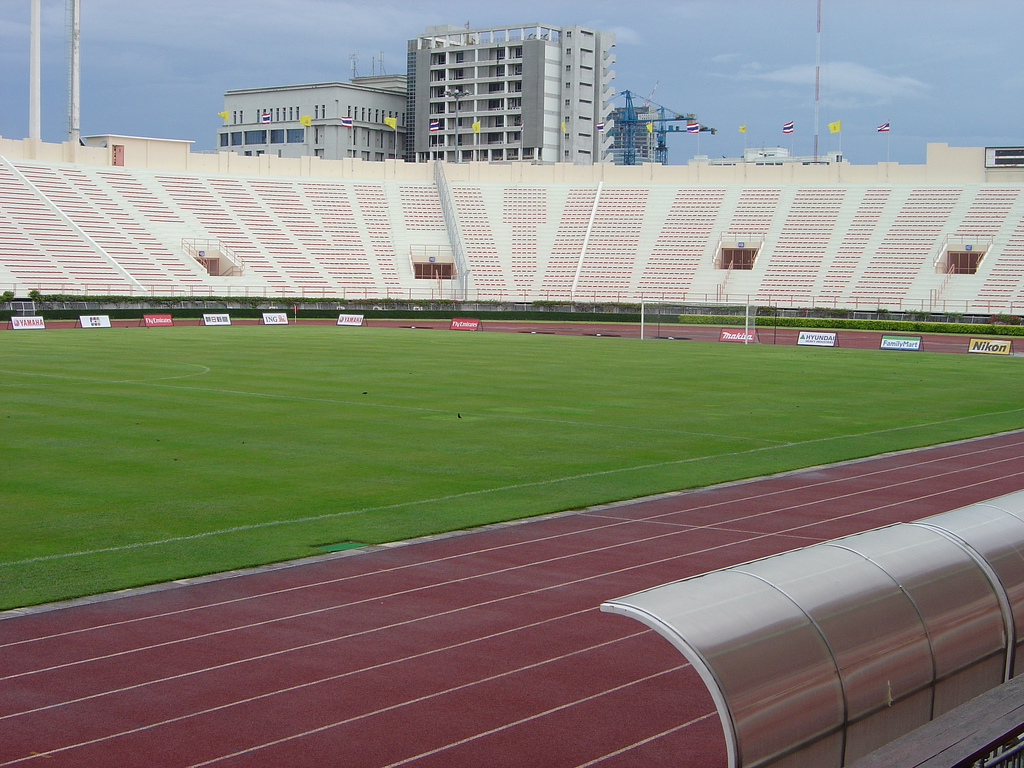
Tribüne des Stadions